# Winterland (The Jimi Hendrix Experience)
Winterland è un cofanetto postumo contenente registrazioni dal vivo del gruppo rock The Jimi Hendrix Experience risalenti all'autunno 1968.

## Il disco
Pubblicato il 13 settembre 2011, dalla Experience Hendrix LLC & Legacy Recordings, il box set è costituito da quattro CD che documentano i sei concerti tenuti dalla band al Winterland Ballroom di San Francisco, California, tra il 10 e il 12 ottobre 1968. Una versione su disco singolo, relativa solo agli "highlights" è stata pubblicata lo stesso giorno del cofanetto. La traccia Like a Rolling Stone è stata anche pubblicata su singolo il 23 agosto 2011 (B-side Spanish Castle Magic).

## Tracce
Disc 1 - 10 ottobre 1968
1. Tax Free (2nd show) (Bo Hansson, Janne Karlsson) - 15:15
2. Lover Man (2nd show) - 5:21
3. Sunshine of Your Love (2nd show) (Jack Bruce, Eric Clapton, Pete Brown) - 7:30
4. Hear My Train A Comin' (2nd show) - 11:33
5. Killing Floor (2nd show) (Chester Arthur Burnett) - 7:55
6. Foxy Lady (1st show) - 5:36
7. Hey Joe (2nd show) (Billy Roberts) - 7:19
8. Star Spangled Banner (2nd show) (Francis Scott Key, John Stafford Smith) - 5:56
9. Purple Haze (2nd show) - 5:37

Disc 2 - 11 ottobre 1968
1. Tax Free (2nd show) (Hansson, Karlsson) - 10:01
2. Like a Rolling Stone (2nd show) (Bob Dylan) - 11:46
3. Lover Man (2nd show) - 3:45
4. Hey Joe (2nd show) (Roberts) - 5:12
5. Fire (2nd show) - 3:20
6. Foxy Lady (2nd show) - 5:12
7. Are You Experienced? (1st show) - 12:13
8. Red House (1st show) - 12:24
9. Purple Haze (2nd show) - 5:18

Disc 3 - 12 ottobre 1968
1. Fire (1st show) - 4:59
2. Lover Man (1st show) - 4:29
3. Like a Rolling Stone (1st show) (Dylan) - 11:48
4. Manic Depression (2nd show) - 5:34
5. Sunshine of Your Love (2nd show) (Bruce, Clapton, Brown) - 9:01
6. Little Wing (2nd show) - 4:01
7. Spanish Castle Magic (2nd show) - 6:28
8. Red House (2nd show) - 9:13
9. Hey Joe (1st show) (Roberts) - 6:45
10. Purple Haze (1st show) - 3:42
11. Wild Thing (1st show) (Chip Taylor) - 3:30

Disc 4
1. Foxy Lady (12 ottobre 1968, 2nd show) - 6:05
2. Are You Experienced? (10 ottobre 1968, 1st show) - 7:27
3. Voodoo Child (Slight Return) (10 ottobre 1968, 1st show) - 7:43
4. Red House (10 ottobre 1968, 1st show) - 15:21
5. Star Spangled Banner (11 ottobre 1968, 2nd show) (Key, Smith) - 6:10
6. Purple Haze (11 ottobre 1968, 1st show) - 6:15
7. Boston Garden Backstage Interview (16 novembre 1968) - 19:04

Exclusive disc 5 - 4 febbraio 1968
1. Killing Floor (Burnett) - 4:06
2. Red House - 5:43
3. Catfish Blues (Robert Petway) - 11:44
4. Dear Mr. Fantasy (part one) (Jim Capaldi, Steve Winwood, Chris Wood) - 5:10
5. Dear Mr. Fantasy (part two) (Jim Capaldi, Steve Winwood, Chris Wood) - 6:27

Edizione disco singolo "Highlights"
1. Fire (12 ottobre 1968, 1st show) - 4:06
2. Foxey Lady (10 ottobre 1968, 1st show) - 6:05
3. Like a Rolling Stone (12 ottobre 1968, 1st show) - 10:45
4. Hey Joe (11 ottobre 1968, 2nd show) - 5:30
5. Hear My Train a Comin' (10 ottobre 1968, 2nd show) - 11:44
6. Sunshine of Your Love (10 ottobre 1968, 2nd show) - 6:36
7. Little Wing (12 ottobre 1968, 2nd show) - 4:12
8. Are You Experienced? (10 ottobre 1968, 1st show) - 7:57
9. Manic Depression (12 ottobre 1968, 2nd show) - 5:33
10. Voodoo Child (Slight Return) (12 ottobre 1968, 1st show) - 7:09
11. Purple Haze (11 ottobre 1968, 2nd show) - 5:17

## Formazione
- Jimi Hendrix: voce, chitarra
- Noel Redding: basso, cori
- Mitch Mitchell: batteria
- Jack Casady: basso in Killing Floor e Hey Joe (10 ottobre)
- Virgil Gonzalez: flauto in Are You Experienced? (11 ottobre)
- Herbie Rich: organo (cinque brani, 11 ottobre)[3]
- Buddy Miles: batteria in Dear Mr. Fantasy Part 1 & 2